# Eria linearifolia
Eria linearifolia är en orkidéart som beskrevs av Oakes Ames. Eria linearifolia ingår i släktet Eria och familjen orkidéer. Inga underarter finns listade i Catalogue of Life.